# Bithia setulosa
Bithia setulosa är en tvåvingeart som först beskrevs av Kugler 1968.  Bithia setulosa ingår i släktet Bithia och familjen parasitflugor. Inga underarter finns listade i Catalogue of Life.